# Condado de Lincoln (Oklahoma)
O Condado de Lincoln é um dos 77 condados do estado americano do Oklahoma. A sede do condado é Chandler, que é também a sua maior cidade.
O condado tem uma área de 2501 km² (dos quais 20 km² estão cobertos por água), uma população de 32 080 habitantes, e uma densidade populacional de 12,9 hab/km² (segundo o censo nacional de 2000). O condado foi fundado em 1901 e recebeu o seu nome em homenagem a Abraham Lincoln (1809-1865), que foi o décimo-sexto presidente dos Estados Unidos.

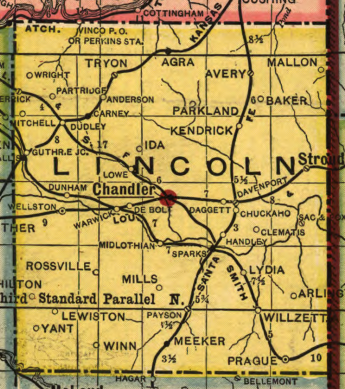
Mapa do condado de Lincoln, Oklahoma, em 1905.

## Condados adjacentes
- Condado de Payne (norte)
- Condado de Creek (nordeste)
- Condado de Okfuskee (sudeste)
- Condado de Pottawatomie (sul)
- Condado de Oklahoma (sudoeste)
- Condado de Logan (oeste)

## Cidades e vilas
- Agra
- Avery
- Carney
- Chandler
- Davenport
- Fallis
- Jacktown
- Kendrick
- Meeker
- Parkland
- Prague
- Stroud
- Sparks
- Tryon
- Warwick
- Wellston